# بوییچ
بوییچ (به صربی: Bojić) یک منطقهٔ مسکونی در صربستان است که در شاباتس واقع شده‌است. بوییچ ۳۸۲ نفر جمعیت دارد.